# Западни острови
Западните острови (шотландски келтски език: Eilean Siar) се намират в северозападната част на Шотландия. Известни са и като Външни Хебриди (Na h-Eileanan Siar).
От север на юг те са, както следва: Lewis, Haris, North Uist, Benbecula, South Uist и Barra.